# TTP Festival
《TTP Festival》是台灣女子組合AKB48 Team TP的第二張單曲，於2019年7月26日由環球音樂及好言娛樂發行。

## 背景
《TTP Festival》是AKB48 Team TP出道一年後所發行的第二張實體單曲，官網於2019年7月12日公開發行訊息以及選拔成員名單，並在7月24日舉行發片記者會，請到「豆花妹」蔡黃汝現身站台。

## 单曲版本
与上张单曲发行两种版本所不同，《TTP Festival》僅發行一種版本，內含CD、DVD以及隨機成員生寫真一張（共31款），並包含於2019年9月29日舉辦之「TTP Festival 握手會」握手兌換券一張。

## 收錄內容
CD
1. 《TTP Festival》（曲長4分11秒）
2. 《LOVE修行》（曲長4分37秒）
3. 《綠草地上的奇蹟》（曲長4分10秒）
4. 《TTP Festival》 off vocal ver.
5. 《LOVE修行》 off vocal ver.
6. 《綠草地上的奇蹟》 off vocal ver.

DVD
1. 《TTP Festival》 Music Video

## 歌曲與參與成員

### TTP Festival
（中心成員：林于馨）
- 正式成员：陳詩雅、潘姿怡、劉語晴、阿部瑪利亞、冼迪琦、林于馨、劉潔明、劉曉晴、邱品涵、張羽翎
- 研究生：李佳俐、柏靈

本次主打歌曲《TTP Festival》翻唱自AKB48 Team Surprise公演歌曲《AKB Festival》（AKBフェスティバル），是一首由天樂填寫中文詞、辻峰拓作曲、武藤星兒編曲的作品。歌曲MV取景于臺北市信義區四四南村。

### LOVE修行
（中心成員：曾詩羽）
- 正式成员：曾詩羽、林倢
- 研究生：周佳郁、藤井麻由、蔡亞恩、林易沄、蔡伊柔、高云珏、王逸嘉、李孟純、小山美玲、林潔心、董子瑄、李采潔、鄭佳郁、羅瑞婷

B面曲《LOVE修行》翻唱自AKB48第31張單曲《再見自由式》（さよならクロール）中由研究生演唱的收錄曲《LOVE修行》。

### 綠草地上的奇蹟
（中心成員：陳詩雅）
- 正式成員：曾詩羽、陳詩雅、阿部瑪利亞、劉語晴、潘姿怡、劉潔明、邱品涵、林倢、張羽翎、劉曉晴、林于馨
- 研究生：周佳郁、藤井麻由、柏靈、蔡伊柔、李佳俐、王逸嘉、董子瑄、李采潔、羅瑞婷

《綠草地上的奇蹟》曾於2019年4月15日做為數位單曲發行，此曲翻唱自AKB48 Team K 3rd Stage「腦內天堂」公演曲《草原的奇蹟》（草原の奇跡）。

## 外部連結
- 官方頻道影片（繁體中文）
  - YouTube上的《TTP Festival》完整MV
  - YouTube上的《LOVE 修行》完整MV